# Видински панаир
Традиционният Видински панаир (също с местно произношение: па̀наир) е градски панаир, провеждан от 1892 г.

## Описание
Провежда се в края на лятото, по замисъл ежегодно, но не всяка година. Организира се от Видинската община. Понастоящем преобладават чертите на градски събор, съпровождан е от развлекателна програма. Привлича изселници от града от цялата страна и гости от близките райони и съседните страни. За посещение на някои панаири са предоставяни билети с отстъпка за железопътния и речния транспорт.
Първоначално е провеждан близо до днешния колодрум (бивш римски бастион), в началото на сегашната Южна промишлена зона, тъй като при ниските води на Дунав през август-септември брегът се увеличавал, мястото ставало удобно за поене на добитъка. По-късно е ползван парк „Нора Пизанти“ северно от градските гробища (на мястото му сега е разположена писта за картинг). От 2013 година се провежда в района на закрито военно поделение (школа за шофьори) северно-северозападно от замъка Баба Вида.
След възстановяването на панаира (2007) предприятия и занаятчии от района и съседните страни показват свои продукти. Гостуват български и сръбски попфолк изпълнители. От 2013 година в рамките на съпътстващата развлекателна програма е включен т.нар. Средновековен фестивал „БъдинЪ“ с музей на открито (старинни икони, работилници, дегустации на средновековни напитки), средновековно бойно въоръжение, турнир със средновековно оръжие и др.

## Хронология
- 1896 г. – основана е Земеделско-скотовъдна изложба във Видин
- 1897 г. – организирана е втора такава изложба
- 15 май 1898 г. – окръжният управител д-р Иван Златаров прави предложение до общинските съветници същата година и занапред да се организира панаир във Видин, на който да се продават добитък и стоки, с продължителност 4 дни и да се открива всяка година на 15 август
- 1935 г. – общинските съветници решават да се ходатайства пред областния директор, а той – пред Министерството на народното стопанство, „да се остави и занапред панаирът“, който започва на 28 август и продължава между 7 и 13 дни; споменава се, че панаирът вече е известен зад граница и на него идват и много чужденци
- 1936 г. – приет е правилник на Видинския ежегоден есенен панаир
- 1937 г. – общинските съветници преценяват, че събитието има нужда от развитие и по-голям мащаб, обсъждат да има по-широка разгласа, както и да бъдат облекчени при преминаването на границата сърби и румънци
- 1938 г. – направени са постъпки превозната такса на параходите и железницата да бъде намалена със 70% по време на панаира
- 1992 г. – носи името Първи Видински международен панаир, 28 август – 8 септември; отново прекъсва ежегодното провеждане
- 2007 г. – възстановен, 30 август – 8 септември[3]